# 艾方索·戈梅茲-雷瓊
艾方索·戈梅茲-雷瓊是一名美國男導演。知名於電視劇《歡樂合唱團》（2010年至2012年）與《美國恐怖故事》（2011年至2014年）中執導數集，其中憑《美國恐怖故事：女巫集會》而提名了黃金時段艾美獎迷你影集、電視電影或劇情類節目最佳導演。

## 早期生活
艾方索·戈梅茲-雷瓊出生於德克薩斯州拉雷多，為美國和墨西哥的邊境，在那裡他就讀了聖奧古斯丁高中。後來，他獲得了紐約大學的藝術學士和美國電影學會的藝術碩士學位。他執導的《我們的故事未完待續》是獻給自己已故的心理醫生父親胡里歐·C·戈梅茲·雷瓊（Julio C. Gomez Rejon, MD.）。

## 作品列表

### 電影
- 1996：《芳心之歌》-特別感謝
- 2000：《內神外鬼》-第二攝制組導演
- 2003：《靈魂的重量》-助理
- 2005：《神仙家庭》-第二攝制組導演
- 2006：《火線交錯》-選角顧問，第二攝制組導演
- 2009：《絕對陰謀》-第二攝制組導演
- 2009：《美味關係》-第二攝制組導演
- 2010：《享受吧！一個人的旅行》-選角，第二攝制組導演
- 2011：《帝國戰記》-第二攝制組導演
- 2012：《亞果出任務》-第二攝制組導演
- 2014：《殺出魔鬼鎮》-導演
- 2015：《我們的故事未完待續》-導演
- 2019：《電流戰爭》-導演

### 電視
- 2010-2012：《歡樂合唱團》-導演（8集）
- 2011-2014：《美國恐怖故事》-導演（12集）
- 2013：《凱莉日記》-導演（第1季）
- 2014：《永遠的紅手帶》-導演（試播集）
- 2019：《移心病》-導演（2集）
- 2020：《納粹獵人》-導演（試播集）

## 備註
1. ↑  又記作、或。

## 外部連結
- 艾方索·戈梅茲-雷瓊在互联网电影资料库（IMDb）上的資料（英文）